# Almas Negras
Almas Negras (em italiano:  Anime nere; em francês:  Les Âmes noires) é um filme franco-italiano do género drama, realizado e escrito por Francesco Munzi, Fabrizio Ruggirello e Maurizio Braucci, com base no romance homónimo de Gioacchino Criaco. Fez sua estreia no Festival de Veneza a 29 de agosto de 2014, onde competiu pelo Leão de Ouro. Foi exibido na Mostra Internacional de Cinema de São Paulo no Brasil a 23 de outubro de 2014 e na Festa do Cinema Italiano em Portugal, onde recebeu o Grande Prémio do Júri. Estreou-se na Itália a 18 de setembro de 2014 e em França a 1 de outubro do mesmo ano.

## Elenco
- Marco Leonardi como Luigi
- Peppino Mazzotta como Rocco
- Fabrizio Ferracane como Luciano
- Anna Ferruzzo como Antonia
- Giuseppe Fumo como Leo
- Barbora Bobuľová como Valeria
- Aurora Quattrocchi como Rosa
- Paola Lavini como mãe de Lucia

## Reconhecimentos
| Lista de prémios e nomeações                   | Lista de prémios e nomeações                                                       | Lista de prémios e nomeações                                                                   | Lista de prémios e nomeações |
| Prémio / festival                              | Categoria                                                                          | Destinatários e nomeados                                                                       | Resultado                    |
| ---------------------------------------------- | ---------------------------------------------------------------------------------- | ---------------------------------------------------------------------------------------------- | ---------------------------- |
| Efebo de Ouro                                  | Prémio Internacional da Ficção Cinematográfica - Melhor filme adaptado de um livro | Anime nere                                                                                     | Venceu                       |
| 71.º Festival de Veneza                        | Leão de Ouro                                                                       | Francesco Munzi                                                                                | Indicado                     |
| 71.º Festival de Veneza                        | Prémio Pasinetti de melhor filme                                                   | Francesco Munzi                                                                                | Venceu                       |
| 71.º Festival de Veneza                        | Prémio Fundação Mimmo Rotella                                                      | Luigi Musini                                                                                   | Venceu                       |
| 71.º Festival de Veneza                        | Carlo Mazzacurati - Prémio Ecrã de Qualidade                                       | Francesco Munzi                                                                                | Venceu                       |
| 71.º Festival de Veneza                        | Prémio Akai de melhor realização                                                   | Francesco Munzi                                                                                | Venceu                       |
| 60.º Prémios David di Donatello                | Melhor filme                                                                       | Cinemaundici, Babe Films e Rai Cinema                                                          | Venceu                       |
| 60.º Prémios David di Donatello                | Melhor realização                                                                  | Francesco Munzi                                                                                | Venceu                       |
| 60.º Prémios David di Donatello                | Melhor argumento                                                                   | Francesco Munzi, Fabrizio Ruggirello e Maurizio Braucci                                        | Venceu                       |
| 60.º Prémios David di Donatello                | Melhor produção                                                                    | Cinemaundici, Babe Films e Rai Cinema                                                          | Venceu                       |
| 60.º Prémios David di Donatello                | Melhor ator                                                                        | Fabrizio Ferracane                                                                             | Indicado                     |
| 60.º Prémios David di Donatello                | Melhor atriz secundária                                                            | Barbora Bobuľová                                                                               | Indicado                     |
| 60.º Prémios David di Donatello                | Melhor cinematografia                                                              | Vladan Radovic                                                                                 | Venceu                       |
| 60.º Prémios David di Donatello                | Melhor cenografia                                                                  | Luca Servino                                                                                   | Indicado                     |
| 60.º Prémios David di Donatello                | Melhor vestuário                                                                   | Marina Roberti                                                                                 | Indicado                     |
| 60.º Prémios David di Donatello                | Melhor maquilhagem                                                                 | Sonia Maione                                                                                   | Indicado                     |
| 60.º Prémios David di Donatello                | Melhor penteado                                                                    | Rodolfo Sifari                                                                                 | Indicado                     |
| 60.º Prémios David di Donatello                | Mehor edição                                                                       | Cristiano Travaglioli                                                                          | Venceu                       |
| 60.º Prémios David di Donatello                | Melhor som                                                                         | Stefano Campus                                                                                 | Venceu                       |
| 60.º Prémios David di Donatello                | Melhor banda sonora                                                                | Giuliano Taviani                                                                               | Venceu                       |
| 60.º Prémios David di Donatello                | Melhor canção original                                                             | Giuliano Taviani e Massimo De Lorenzo                                                          | Venceu                       |
| 60.º Prémios David di Donatello                | Prémio David Jovem                                                                 | Francesco Munzi                                                                                | Indicado                     |
| Nastro d'Argento                               | Melhor argumento                                                                   | Francesco Munzi, Fabrizio Ruggirello e Maurizio Braucci com a colaboração de Gioacchino Criaco | Venceu                       |
| Nastro d'Argento                               | Melhor produção                                                                    | Luigi Musini e Olivia Musini                                                                   | Venceu                       |
| Nastro d'Argento                               | Melhor edição                                                                      | Cristiano Travaglioli                                                                          | Venceu                       |
| Nastro d'Argento                               | Melhor realização                                                                  | Francesco Munzi                                                                                | Indicado                     |
| Nastro d'Argento                               | Melhor ator principal                                                              | Fabrizio Ferracane, Marco Leonardi e Peppino Mazzotta                                          | Indicado                     |
| Nastro d'Argento                               | Melhor atriz secundária                                                            | Barbora Bobuľová                                                                               | Indicado                     |
| Nastro d'Argento                               | Melhor cinematografia                                                              | Vladan Radovic                                                                                 | Indicado                     |
| Globo de Ouro                                  | Melhor filme                                                                       | Anime nere                                                                                     | Indicado                     |
| Globo de Ouro                                  | Melhor argumento                                                                   | Francesco Munzi, Fabrizio Ruggirello e Maurizio Braucci com a colaboração de Gioacchino Criaco | Indicado                     |
| Globo de Ouro                                  | Melhor ator                                                                        | Fabrizio Ferracane                                                                             | Indicado                     |
| Ciak de Ouro                                   | Melhor som em direto                                                               | Stefano Campus e Sandro Ivessich Host                                                          | Venceu                       |
| Ciak de Ouro                                   | Melhor edição                                                                      | Cristiano Travaglioli                                                                          | Venceu                       |
| Ciak de Ouro                                   | Melhor cenografia                                                                  | Luca Servino                                                                                   | Indicado                     |
| Festival Internacional de Cinema de Bari       | Prémio Mario Monicelli de melhor realização                                        | Francesco Munzi                                                                                | Venceu                       |
| Festival Internacional de Cinema de Bari       | Prémio Franco Cristaldi de melhor produção                                         | Luigi Musini                                                                                   | Venceu                       |
| Festival Internacional de Cinema de Bari       | Prémio Roberto Perpignani de melhor edição                                         | Cristiano Travaglioli                                                                          | Venceu                       |
| Festival Internacional de Cinema Irmãos Manaki | Prémio Manaki de Ouro de câmara SEE                                                | Vladan Radovic                                                                                 | Indicado                     |
| Festival Internacional de Cinema Irmãos Manaki | Talento Cinematográfico                                                            | Vladan Radovic                                                                                 | Venceu                       |
| Festival de Cinema de Sydney                   | Melhor filme                                                                       | Anime nere                                                                                     | Indicado                     |
| Prémio Italiano em Linha do Cinema             | Melhor filme italiano                                                              | Anime nere                                                                                     | Indicado                     |
| Festival Internacional de Cinema de Istambul   | Tulipa de Ouro                                                                     | Anime nere                                                                                     | Indicado                     |
| Festival de Cinema de Spello                   | Melhor argumento                                                                   | Francesco Munzi, Fabrizio Ruggirello e Maurizio Braucci com a colaboração de Gioacchino Criaco | Venceu                       |
| Festival de Cinema de Spello                   | Melhor mistura de som                                                              | Stefano Campus                                                                                 | Venceu                       |
| Prémios CinEuphoria                            | Melhor filme - Competição Internacional                                            | Anime nere                                                                                     | Indicado                     |